# Cyathea burbidgei
Cyathea burbidgei là một loài thực vật có mạch trong họ Cyatheaceae. Loài này được (Baker) Copel. mô tả khoa học đầu tiên.